# Hrabia Gainsborough
Wicehrabiowie Campden 1. kreacji (parostwo Anglii)
- 1628–1629: Baptist Hicks, 1. wicehrabia Campden, kreowany także 1. baronem Hicks of Ilmington
- 1629–1643: Edward Noel, 2. wicehrabia Campden, w 1617 r. kreowany 1. baronem Noel of Ridlington
- 1643–1682: Baptist Noel, 3. wicehrabia Campden
- 1682–1689: Edward Noel, 4. wicehrabia Campden, kreowany w 1681 r. 1. baronem Noel of Titchfield

Hrabiowie Gainsborough 1. kreacji (parostwo Anglii)
- 1682–1689: Edward Noel, 1. hrabia Gainsborough
- 1689–1690: Wriothesley Baptist Noel, 2. hrabia Gainsborough
- 1690–1714: Baptist Noel, 3. hrabia Gainsborough
- 1714–1751: Baptist Noel, 4. hrabia Gainsborough
- 1751–1759: Baptist Noel, 5. hrabia Gainsborough
- 1759–1798: Henry Noel, 6. hrabia Gainsborough

Baroneci Middleton (Noel) of the Navy
- 1781–1813: Charles Middleton, 1. baronet
- 1813–1838: Gerard Noel Noel, 2. baronet
- 1838–1866: Charles Noel, 3. baronet

Baronowie Barham 1. kreacji (parostwo Zjednoczonego Królestwa)
- 1805–1813: Charles Middleton, 1. baron Barham
- 1813–1823: Diana Noel, 2. baronowa Barham
- 1823–1866: Charles Noel, 3. baron Barham

Hrabiowie Gainsborough 2. kreacji (parostwo Zjednoczonego Królestwa)
- 1841–1866: Charles Noel, 1. hrabia Gainsborough, kreowany także wicehrabią Campden i baronem Noel
- 1866–1881: Charles George Noel, 2. hrabia Gainsborough
- 1881–1926: Charles William Francis Noel, 3. hrabia Gainsborough
- 1926–1927: Arthur Edward Joseph Noel, 4. hrabia Gainsborough
- 1927 -: Anthony Gerard Edward Noel, 5. hrabia Gainsborough

Najstarszy syn 5. hrabiego Gainsborough: Anthony Baptist Noel, wicehrabia Campden